# 生長の家社会事業団
公益財団法人生長の家社会事業団（こうえきざいだんほうじんせいちょうのいえしゃかいじぎょうだん）は、谷口雅春の宗教的信念を掲げて社会厚生事業や社会文化事業をおこなう団体である。児童養護施設やグループホームを運営し、また『生命の實相』『甘露の法雨』など谷口の著作20点の著作権を基本財産として保有している。宗教法人生長の家と対立的な生長の家本流運動に属する。

## 沿革
太平洋戦争終戦直後、戦災孤児を赤坂の花嫁学校「生長の家家庭光明寮」（1935年設立）に収容、養育したことを起源とする。1945年11月14日、財団法人生長の家社会事業団設立許可申請。1946年1月8日、東京都により設立許可、寄附行為施行。1948年6月1日、児童福祉法に基づく児童養護施設に認可。1961年8月、現在地に移転。2012年4月1日、公益法人制度改革に伴い、現名称に変更。

## 生長の家社会事業団による元講師・元会員に対する訴訟
『生命の實相』の著者である谷口雅春が逝去したあとに、「生長の家社会事業団」と「光明思想社」が『生命の實相』（愛蔵版）の一部を編集して新編『生命の實相』として刊行した。それに対して一部の者から、その編集が著作権法第６０条の規定する「著作者が存しなくなった後における人格的利益の保護」を侵害するものであるとの批判が出された。
この批判は、具体的には、
（１）谷口雅春は『生命の實相』の最初の巻に必ず「総説篇」、その次に「實相篇」を収録していた。順番でいうと、必ず、「最初の巻に総説篇＋実相篇」であった。谷口雅春がこの順番を変えることはなかった。これは谷口雅春の意思であった。
（２）それなのに『新編　生命の實相』は最初の第一巻に「総説篇」と「光明篇」を収録して、「實相篇」を第二巻から第四巻に収めている。だから『新編　生命の實相』の編集は谷口雅春の意思に反する編集である。　　　　　　　　　　　　　　　
（３）ところで、著作権法第６０条は「著作者の死後における人格的利益」として、作者の死後に著作物を勝手に変更することを禁じている。だから、新編『生命の實相』の編集は「著作者人格権」の侵害に該当する…
という批判であった。
しかし以上の批判の声は二つの誤解に起因する声であった。一つ目の誤解は、『生命の實相』の出版史に関する誤解。二つ目の誤解は、著作権法第６０条に関する誤解である。まず『生命の實相』の出版史に関する誤解は次の通りである。
昭和十三年から昭和十五年にかけて谷口雅春が編集出版した『生命の實相』携帯版叢書（別名、「袖珍清楚装」）は、「総説篇」のつぎに「眞行篇」「經典篇」が続き、その次に「實相篇」が続いていた［3］。しかも、この「総説篇」が収録されている一冊のまえには「幸福生活への眞理」（内容は「幸福生活篇」）、さらに「光明の生活法」（内容は「生活篇」）など多くの「篇」があった［4］。よって、『生命の實相』携帯版叢書は「最初の巻に総説篇＋実相篇」の編成ではなかった。
また、昭和十八年から同二十年にかけて出版された『生命の實相』滿洲版では、最初の巻に収められているはずの「総説篇」は最後の巻、「乾の巻」のなかに入れて出版されることになっていた［5］。このように谷口雅春自身が「最初の巻に総説篇＋實相篇」という編成にとらわれず、自由かつ主体的に編集していたのである。また谷口雅春が、「『最初の巻に総説篇＋實相篇』という編成を変更してはならない」と厳命した記録は存在しない。さらに谷口雅春が、「實相篇の内容を少しも変更してはならない」と命令した記録もまったく存在しない。それどころか谷口雅春は、「實相篇」が全部で17章ある『生命の實相』と、全部で13章ある『生命の實相』との双方を同時に刊行していた［６］。新編『生命の實相』の編集を批判する声は、以上の事実や意味に気づかずに出た声であった。
次に、著作権法第６０条に関する誤解である。著作権法第６０条は「著作者の死後における人格的利益」として、作者の死後に著作物を勝手に変更することを禁じている。しかし第６０条には「ただし書き」が付いている。それは簡単にいうと、「ただし、亡くなった著作者の意を害しないと認められる変更は禁止しない。」である[7]。新編『生命の實相』の編集は、この「ただし書き」に該当する［8］。よって、「新編『生命の實相』の編集は谷口雅春の意思に反する」という批判は、著作権法に関する誤解に起因する声でもあった。新編『生命の實相』に対する批判の声は、「二つの誤解に起因する批判の声」であった。
ところが、この「二つの誤解に起因する批判」を信じた一部の者が「生長の家社会事業団」と「光明思想社」を非難する声をあげた。なかには、自分の発行紙のなかで、「生長の家社会事業団」が『生命の實相』の著作権の所有者であることを否定する言葉を明示する者もあった。しかし「生長の家社会事業団」が『生命の實相』の著作権の所有者であることは、すでに最高裁判断によって法的に確定した事実であった［9］。
　生長の家2023年5月29日付けニュースリリース
それまですでに『生命の實相』の著作権に関して「生長の家教団」と熾烈な争いを行っていて、今も「生長の家教団」に不信感を持ち、「生長の家教団」の動向に敏感な「生長の家社会事業団」が、このような自己の所有権否定の言論明示を放置することは出来なかった。「生長の家社会事業団」は法的に正当な権利を守るためにその声の主である人物を特定し提訴した［10］。
　光明の音信第20号（令和4年12月発行）　第3面、第4面
すると、その提訴を非難する声が一部に出た。その声の中には、「生長の家社会事業団はスラップ訴訟を行い、今後も行おうとしている」という声もあった。しかしそれらの声のなかに、「ここまではスラップ訴訟ではないが、ここからはスラップ訴訟である」という境界ラインを明示した声はほとんどなかった。あたかも金を持っている人や組織が、それほど金を持っているわけでもない人や組織を提訴すれば全てがスラップ訴訟になるかのような論調が一部の者のあいだに広がった。しかしそのような声をあげた一部の者も被告の人物も、「二つの誤解に起因する批判の声」を信じこんでいたのにすぎなかったのである。

## 運営施設
- 神の国寮 - 児童養護施設、東京都国立市富士見台[2]
- プラムフィールド - グループホーム、東京都国立市谷保、2005年4月開設[2]
- 欅の家 - グループホーム、東京都国分寺市東元町、2006年4月開設[2]
- さくらんぼの家 - グループホーム、東京都立川市富士見町、2007年3月開設[2]
- ひまわりの家 - グループホーム、東京都府中市北山町、2009年3月開設[2]
- みつばちの家 - 小規模グループケア、東京都国立市富士見台、2010年4月開設[2]
- ショートステイホームおひさま - 子育て短期支援事業、東京都国立市富士見台、2011年10月開設[2]
- 谷口雅春先生記念図書資料館 - 図書館法に基づく図書館[1]、東京都国立市富士見台